# Teletoon
Administratorze! Zaproponowano, aby do historii tego artykułu dołączyć historię strony Cartoon Network (Kanada).
1. PATRZ Cartoon Network (Kanada)